# William González
William Rafael González Ruiz (né le 27 décembre 1969 au Venezuela) est un joueur de football international vénézuélien, qui évoluait au poste de défenseur.

## Biographie

### Carrière en sélection
Avec l'équipe du Venezuela, il joue 20 matchs (pour aucun but inscrit) entre 1995 et 1997. 
Il figure dans le groupe des sélectionnés lors des Copa América de 1995 et de 1997.
Il joue également 9 matchs comptant pour les tours préliminaires de la coupe du monde 1998.